# John Elkann
John Philip Jacob Elkann, född 1 april 1976 i New York, är en amerikanskfödd italiensk industriman och företagsledare som är styrelseordförande och vd för den globala investmentbolaget Exor S.p.A. sedan 2011. Han är också styrelseordförande för holdingbolaget Fiat Chrysler Automobiles N.V., som kontrollerar biltillverkarna Fiat S.p.A. och Chrysler, sedan 2014.
Elkann avlade en kandidatexamen i ingenjörsvetenskap vid Politecnico di Torino.
Han är son till Alain Elkann och Margherita Agnelli samt dotterson till industrimagnaten Giovanni Agnelli.